# 1871 год в театре
1871 год в театре

## Знаменательные события
- 24 декабря — в Каире впервые поставлена опера «Аида».
- 26 декабря — премьера оперы «Феспис», первой оперы Гилберта и Салливана.
- Мария Николаевна Ермолова была принята в труппу Малого театра.

## Персоналии

### Родились
- 2 февраля — Ольга Иосифовна Преображенская, русская балерина, солистка Мариинского театра и Ла Скала, балетный педагог.
- 7 марта — Ольга Михайловна Майсурян, театральный деятель, Заслуженная артистка Грузинской ССР.
- 6 августа — Александр Алексеевич Горский, русский артист балета, балетмейстер, заслуженный артист Императорских театров.
- 11 августа — Энё Хельтаи, венгерский драматург. Лауреат государственной премии Кошута (1957).
- 12 октября — Владимир Александрович Мазуркевич, русский поэт, прозаик, драматург.
- 19 октября — Кароль Адвентович, польский актёр театра и кино.

### Скончались
- 28 марта — Жозеф-Исидор Самсон, французский драматург и актёр.